# 조지 리드
조지 휴스턴 리드(영어: George Houston Reid, 1845년 1월 25일~1918년 9월 12일)는 오스트레일리아의 정치인으로, 1904년부터 1905년까지 오스트레일리아의 제4대 총리를 지냈다. 그는 1891년부터 1908년까지 자유무역당을 이끌었다.
리드는 스코틀랜드 렌프루셔 존스톤에서 태어났다. 그와 그의 가족은 그가 어렸을 때 오스트레일리아로 이민을 갔다. 그들은 처음에는 멜버른에 정착했지만, 리드가 13살이 되었을 때 시드니로 이사했고, 그 시점에서 그는 학교를 그만두고 점원으로 일하기 시작했다. 그는 후에 뉴사우스웨일스주 공무원에 들어갔고, 계급을 통해 법무부 장관이 되었다. 리드는 또한 자유주의와 자유 무역을 옹호하는 여러 저작들을 출판하는 공공 지식인이기도 했다. 그는 1876년에 법학을 공부하기 시작했고 1879년에 변호사 자격을 얻었다. 1880년, 그는 의회 선거에 출마하기 위해 공무원을 사임하고 뉴사우스웨일스주 의회에 당선되었다.
1883년부터 1884년까지 알렉산더 스튜어트 정부의 공공 교육부 장관을 지냈다. 그는 1887년 헨리 파크스의 자유 무역당에 가입하였으나 개인적인 적대감 때문에 파크스의 정부에서 복무하는 것을 거부하였다. 1891년 파크스가 당 대표직을 사임했을 때, 리드가 그의 자리를 대신하여 선출되었다. 그는 1894년 선거 이후 수상이 되었고 5년이 조금 넘는 기간 동안 재임했다. 다수당 정부에서 승리한 적이 없었음에도 불구하고, 리드는 공무원과 공공 재정에 관한 많은 국내 개혁들을 통과시킬 수 있었다. 그는 연방의 옹호자였으며, 자신의 식민지 이익의 강력한 옹호자로 알려지게 된 오스트레일리아 헌법의 초안을 작성하는 데 역할을 했다. 1901년, 그는 동시드니 지역을 대표하는 새로운 연방 의회에 선출되었다.
리드는 연방제 이후 자유 무역 자유 협회의 지도력을 유지했고, 결과적으로 오스트레일리아의 첫 야당 지도자가 되었다. 처음 몇 년 동안 보호주의 정당은 오스트레일리아 노동당의 지지를 받아 통치했다. 1904년 4월 앨프레드 디킨의 소수당 정부가 붕괴되고, 그의 뒤를 노동당의 크리스 왓슨이 잠시 이어받았다. 결과적으로 리드는 1904년 8월에 총리가 되어 또 다른 소수 정부를 이끌었다. 그는 자신의 내각에 4명의 보호주의자들을 포함시켰으나 1905년 7월 그의 정부가 붕괴되기 전에 많은 것을 성취할 수 없었다. 1904년 연방 조정 및 중재법이 통과된 것도 예외였다.
1906년 선거에서 리드는 오스트레일리아 하원에서 가장 많은 표와 동등한 의석을 확보하였으나 다수에 한참 모자랐고 정부를 구성할 수 없었다. 1908년에 그는 영연방 자유당의 결성에 반대한 후 당수직을 사임했다. 1910년 오스트레일리아 최초의 영국 고등판무관으로 임명되었고, 1916년까지 그 자리를 유지했다. 그는 그 후 영국 하원의원으로 당선되어 2년 후 급사할 때까지 재직했다.

## 총리직
1904년 8월, 크리스 왓슨 정부가 사임했을 때, 리드는 총리가 되었다. 그는 총리가 된 최초의 전직 주 총리였다(지금까지 유일한 총리는 조지프 라이언스였다). 리드는 어느 하원에서도 과반수를 차지하지 못했고, 보호주의자들이 노동당과의 이견을 해결하는 것은 시간 문제라는 것을 알고 있었기 때문에, 그는 할 수 있는 동안 재임하는 것을 즐겼다. 1905년 7월, 다른 두 정당은 정당하게 그를 선출했고, 그는 훌륭하게 공직을 떠났다.

## 만년 및 유산

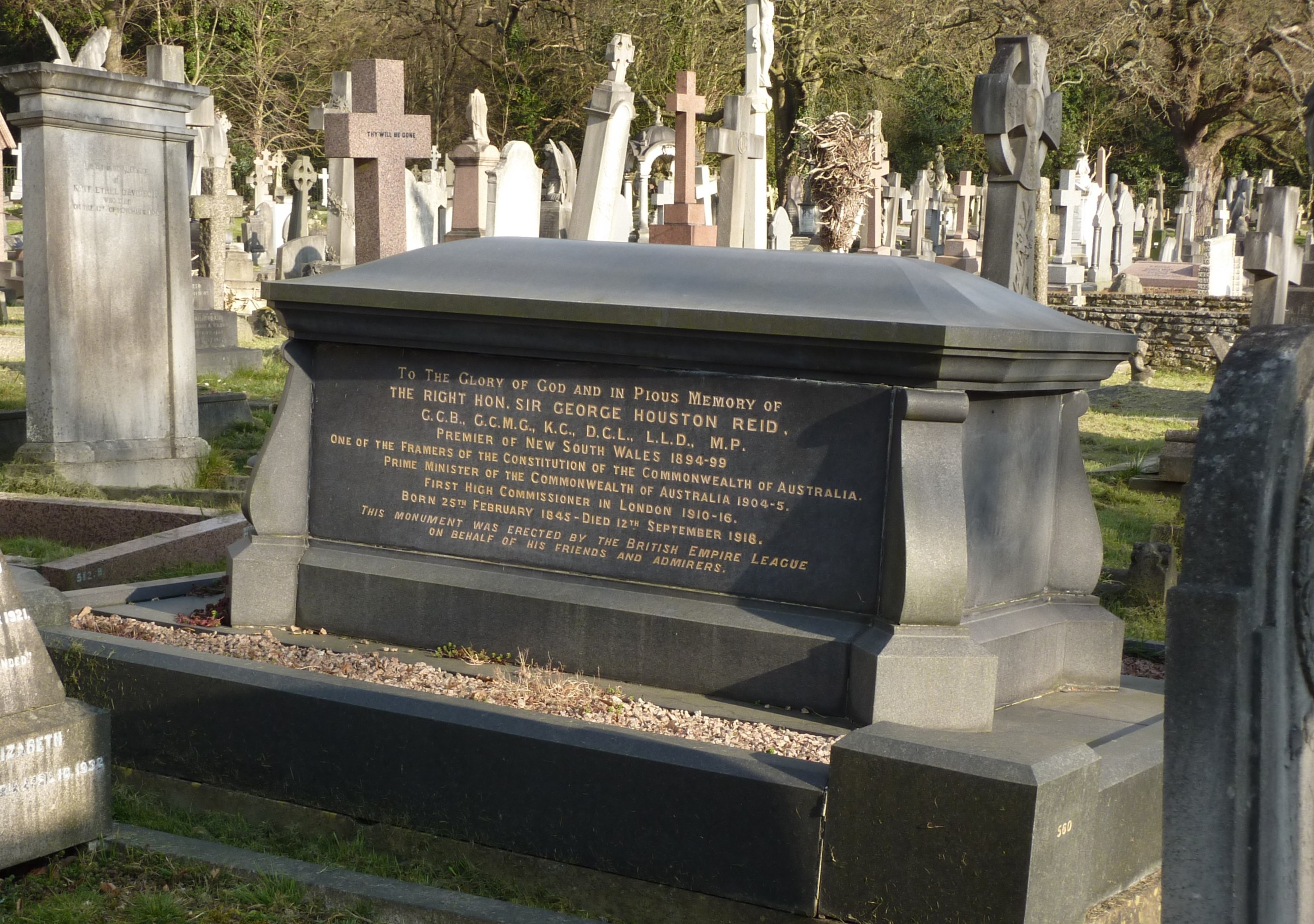
2015년 런던 퍼트니 베일 묘지에 있는 리드의 무덤

1910년, 리드는 런던에서 오스트레일리아의 첫 고등판무관으로 임명되었다.
리드는 영국에서 매우 인기가 있었고, 1916년 고등판무관 임기가 끝났을 때, 그는 연합주의자 후보로서 하노버 광장의 세인트 조지 의석을 위해 영국 하원의 반대 없이 선출되었고, 그곳에서 그는 전쟁 노력을 지원하는 데 자치령의 대변인 역할을 했다. 그는 1918년 9월 12일 런던에서 뇌혈전증으로 갑작스럽게 사망했고, 그의 아내와 그들의 두 아들과 딸이 살아남았다. 그의 아내는 1917년에 데임 플로리다 리드 GBE가 되었다. 그는 퍼트니 베일 묘지에 묻혔다.
리드의 사후 명성은 그의 익살스러운 대중 이미지뿐만 아니라 다른 정당들에 의한 보호주의 정책의 일반적인 수용으로 고통을 받았다. 1989년 W. G. 맥민은 조지 리드를 광대한 반동주의자로서 그의 명성으로부터 구하고 그의 자유 무역 정책이 역사에 의해 정당화된 것으로 보여주려 시도하는 진지한 전기를 출판했다.

## 역대 선거 결과
| 선거명      | 직책명                          | 대수 | 정당       | 득표율 | 득표수  | 결과 | 당락                        |
| ----------- | ------------------------------- | ---- | ---------- | ------ | ------- | ---- | --------------------------- |
| 1901년 선거 | 하원의원 (이스트 시드니 선거구) | 1대  | 자유무역당 | 68.0%  | 6,191표 | 1위  | 이스트 시드니 하원의원 당선 |
| 1903년 선거 | 하원의원 (이스트 시드니 선거구) | 1대  | 자유무역당 | 82.70% | 1,697표 | 1위  | 이스트 시드니 하원의원 당선 |
| 1903년 선거 | 하원의원 (이스트 시드니 선거구) | 2대  | 자유무역당 | 61.3%  | 8,103표 | 1위  | 이스트 시드니 하원의원 당선 |
| 1906년 선거 | 하원의원 (이스트 시드니 선거구) | 3대  | 자유무역당 | 54.9%  | 7,229표 | 1위  | 이스트 시드니 하원의원 당선 |